# Philoponella mollis
Philoponella mollis es una especie de araña araneomorfa del género Philoponella, familia Uloboridae. Fue descrita científicamente por Thorell en 1895.
Habita en Birmania.